# Анималькулизм
Анималькули́зм (от лат. animalculum — зверёк, микроскопическое животное) — это одно из направлений преформизма, зародившегося в XVII—XVIII веках, сторонники которого (А. Левенгук, Н. Гартсекер, И. Либеркюн и др.) считали, что в сперматозоидах содержится невидимое взрослое животное, а его развитие сводится к увеличению в размерах. При этом у зародыша мужского пола уже есть свои сперматозоиды, в которых имеются зародыши — и так до бесконечности.

## Описание
Теория преформизма, главную роль в которой играл овизм, получила новое русло для развития с открытием сперматозоида. Антони ван Левенгук, обнаружив (1677) в семенной жидкости бесчисленное количество живых зверьков (animalcula), создает (к 1683 г.) теорию оплодотворения и развития, противоположную взглядам овистов. Он полагает, что спермий проникает в яйцо, теряет хвост и из головки его образуется зародыш; яйцо служит только местом для развития и питания зародыша. Он утверждает, что существуют два рода сперматозоидов — мужские и женские. Таким образом, в противоположность теории овистов — «все из яйца» (ex ovo omnia — Гарвей), он утверждает, что основа развития в спермии (ex animalcula) и дает начало теории анималькулистов или сперматиков. Левенгук присоединяется к теории преформизма — в очень маленьком зародыше овцы он обнаруживает основные части взрослого животного и поэтому не видит оснований, чтобы их не было раньше вплоть до сперматозоида. Однако он категорически отрицает, что в сперматозоиде можно при помощи микроскопа увидеть что-либо подобное: хотя сперматозоиды человека и животных и не суть миниатюрные дети и зародыши, тем не менее эти последние из них происходят. Но то, что так твердо отрицает точный наблюдатель Левенгук, увидят или выдумают более решительные люди. Гартсекер, оспаривавший приоритет сперматозоидов, предполагает (1694), что в каждом сперматозоиде «заключается и скрыто под тонкой и нежной кожицей — животное в миниатюре, самец или самка того же вида, в семени которого он находится».
Достойно удивления, как Гартсекер представлял себе процесс оплодотворения: «Каждое яйцо имеет лишь одно отверстие для входа червя… и тотчас же по проникновении туда одного, это отверстие закрывается и препятствует прохождению другого червя, если же случайно, проникают два червя… и взращенные там два животных соединяются какими-либо частями своих тел, они образуют урода». Он присоединяется к теории «вложения», однако дает ей интерпретацию в духе анималькулизма: первые самцы, а не самки (по воззрениям овистов), содержат зачатки всех особей вида как мужского, так и женского пола. Интересно отметить, что позже Гартсекер отказался от теории анималькулизма. «Открытие» того, что только предполагал Гартсекер, не заставило себя долго ждать, в 1699 году появляется краткое сообщение с рисунками за подписью Даленпатиуса, в котором он утверждает, что ему удалось наблюдать сперматозоида человека — сбросившего кожу с себя и обнаружившего миниатюрного человечка под ней. Это сообщение вызвало резкую критику Левенгука. Как обнаружилось значительно позднее, под псевдонимом Даленпатиуса скрылся некто Плантад для целей самой беззастенчивой мистификации.
Анималькулизм получил распространение в связи с большими оптическими трудностями при изучении сперматозоидов и полным незнанием их происхождения в семенной жидкости. Учение анималькулистов использует (впервые в 1695 году) знаменитый философ Лейбниц для обоснования своих взглядов о взаимоотношениях между душой и телом: «никогда не бывает ни полного рождения ни совершенной смерти, состоящей в отделении души»; души не покидают тела, а представляют единую с ним индивидуальность, поэтому «не только органическое тело существовало до зачатия, но и душа в этом теле и одним словом само животное», и таким образом весь органический мир берет начало от «семенных животных», которые возникли «не иначе, как вместе с началом мира» (1702, 1714). Его поддержка анималькулизма не могла не сыграть своей роли в укреплении позиций преформизма. Однако влияние идей Лейбница было столь велико и многообразно, что оно отразилось как на преформационных системах (Боннэ), так и на эпигенетических (Нидхэм, Бюффон, К. Ф.Вольф).
Блестящим опровержением анималькулизма явилось подробное описание Боннэ партеногенеза у тлей (1740—1745) (впервые его описал Левенгук ). Боннэ показал, что тли размножаются много поколений подряд без самцов и, следовательно, без всякого участия сперматозоидов в оплодотворении. Ученые того времени были так поражены этим открытием, что даже упустили из вида, что оно доказывает в лучшем случае лишь овизм, но не преформизм.